# Религия в Италии
Религия в Италии — совокупность религиозных течений, существующих на территории Италии. Характеризуется преобладанием христианства и растущим разнообразием религиозных практик и верований. Большинство христиан в Италии придерживаются католицизма, штаб-квартира которой находится в Ватикане (Рим). Христианство присутствует на Итальянском полуострове с I века. Согласно опросу Eurobarometer, 74 % жителей Италии верят в Бога (2005).

## Христианство
Среди христианских деноминаций крупнейшими являются Римско-католическая церковь, Ассамблеи Бога в Италии, православие, Федерация евангелических церквей Италии (вальденсы, лютеране, баптисты, пятидесятники, адвентисты седьмого дня).

### Католицизм
По данным на 31 марта 2003 года количество прихожан Римско-католической церкви в Италии составляет от 57 610 000 до 55 752 000 человек (около 96,77 % населения Италии), из них от 33 до 38 % являются активными прихожанами; 10 % католиков участвуют в различных церковных служениях.
На территории Италии существуют 228 диоцезов и 25 682 прихода Римско-католической церкви.

## Другое

### Свидетели Иеговы
В Италии насчитывается 430 890 свидетелей Иеговы, из них 237 738 являются возвещателями (2008). Они объединены в 3 120 собраний.
Большинство Исследователей Библии в Италии после раскола приняли сторону Рутерфорда. В 1925 в Италии было 150 последователей Рутерфорда. Первый конгресс в Италии состоялся в 1925 году в Пинероло.

### Исследователи Библии
Первые Исследователи Библии в Италии появились в 1903 году. Первое собрание Исследователей Библии появилось в Пинероло в 1908 году.
В настоящее время в Италии насчитывается несколько церквей Исследователей Библии (it:Chiesa del Regno di Dio, La Chiesa Cristiana Millenarista, La Dawn Bible Students Association).

## Буддизм
В Италии имеются три школы буддизма: 
- Тхеравада
- Махаяна
- Ваджраяна

Вместе они составляют Итальянский Буддистский Союз (Unione Buddhista Italiana, UBI, ИБС). UBI зародилась в Милане, в 1985 году. Но правительство Италии долго не принимала всерьёз этот союз. Признание UBI получила лишь в 1991 году. В то же время был создан институт "Сока Гаккай" (Istituto Italiano Buddista Сока Гаккай: SGI-Italia), который представлял Нитирэн Буддизм.
Институт был основан в 1988 году, а признан правительством лишь в 2000 году. По подсчётам Unione Buddhista Italiana, в Италии 60000 практикующих буддистов (это 0.1% населения), 10000 из них - эмигранты.

## Сикхизм
Италия занимает второе после Великобритании место по численности сикхов. В стране построено 22 гурдвары.